# Publius Cornelius Lentulus Scipion (père)
Publius Cornelius Lentulus Scipio est un sénateur romain actif sous le règne de l'empereur Auguste. Il est consul suffect pour la seconde moitié de l'an 2 après JC avec Titus Quinctius Crispinus Valerianus comme collègue. Il fut le premier membre de la gens Cornelii à combiner le nom des deux branches les plus célèbres de cette famille, les Lentuli et les Scipiones, dans son propre nom. 
Le fait qu'un autre membre des Cornelii Lentuli ait fait revivre le nom d'une de ses branches célèbres mais éteintes, les Maliginensis, sous son propre nom, à savoir Servius Cornelius Lentulus Maluginensis, consul en l'an 10, a conduit un certain nombre d'experts à croire que les deux étaient frères. Le fait que la filiation de chacun indique qu'ils étaient tous deux fils d'un Cnaeus et petit-fils d'un Cnaeus renforce cette théorie. Ronald Syme a accepté cette identification « jusqu'à ce que quelque chose de mieux arrive ». L'identité de ce Gnaeus Cornelius Lentulus est incertaine : Syme suggère qu'il pourrait être Gnaeus Cornelius Lentulus « l'amiral» , ou il pourrait être Gnaeus Cornelius Lentulus, questeur de Césaris peu après la bataille d'Actium, mais conclut que « peu de profit en résultera ». résultent de la poursuite de la spéculation dans ces territoires. Ce dernier Gnaeus Cornelius Lentulus est parfois identifié avec Gnaeus Cornelius Lentulus Augur.
On sait peu de choses sur ce consul, tout concerne ses descendants. Syme identifie son fils comme étant Publius Cornelius Lentulus Scipion, consul en 24.